# Жожей
Жожей (рум. Jojei) — село у повіті Алба в Румунії. Входить до складу комуни Аврам-Янку.
Село розташоване на відстані 331 км на північний захід від Бухареста, 64 км на північний захід від Алба-Юлії, 75 км на південний захід від Клуж-Напоки, 140 км на північний схід від Тімішоари.

## Населення
За даними перепису населення 2002 року у селі проживали 38 осіб, з них 37 осіб (97,4%) румунів. Рідною мовою 36 осіб (94,7%) назвали румунську.